# Eni
Eni S.p.A. – włoskie przedsiębiorstwo gazowo-petrochemiczna należące w 30 procentach do włoskiego rządu. Ma oddziały w 70 krajach na świecie. W roku 2007 była trzecim przedsiębiorstwem w Europie pod względem produkcji rafineryjnej.